# Caspipina ferruginea
Caspipina ferruginea är en stekelart som beskrevs av Cameron 1903. Caspipina ferruginea ingår i släktet Caspipina och familjen brokparasitsteklar. Inga underarter finns listade.